# SeaOrbiter

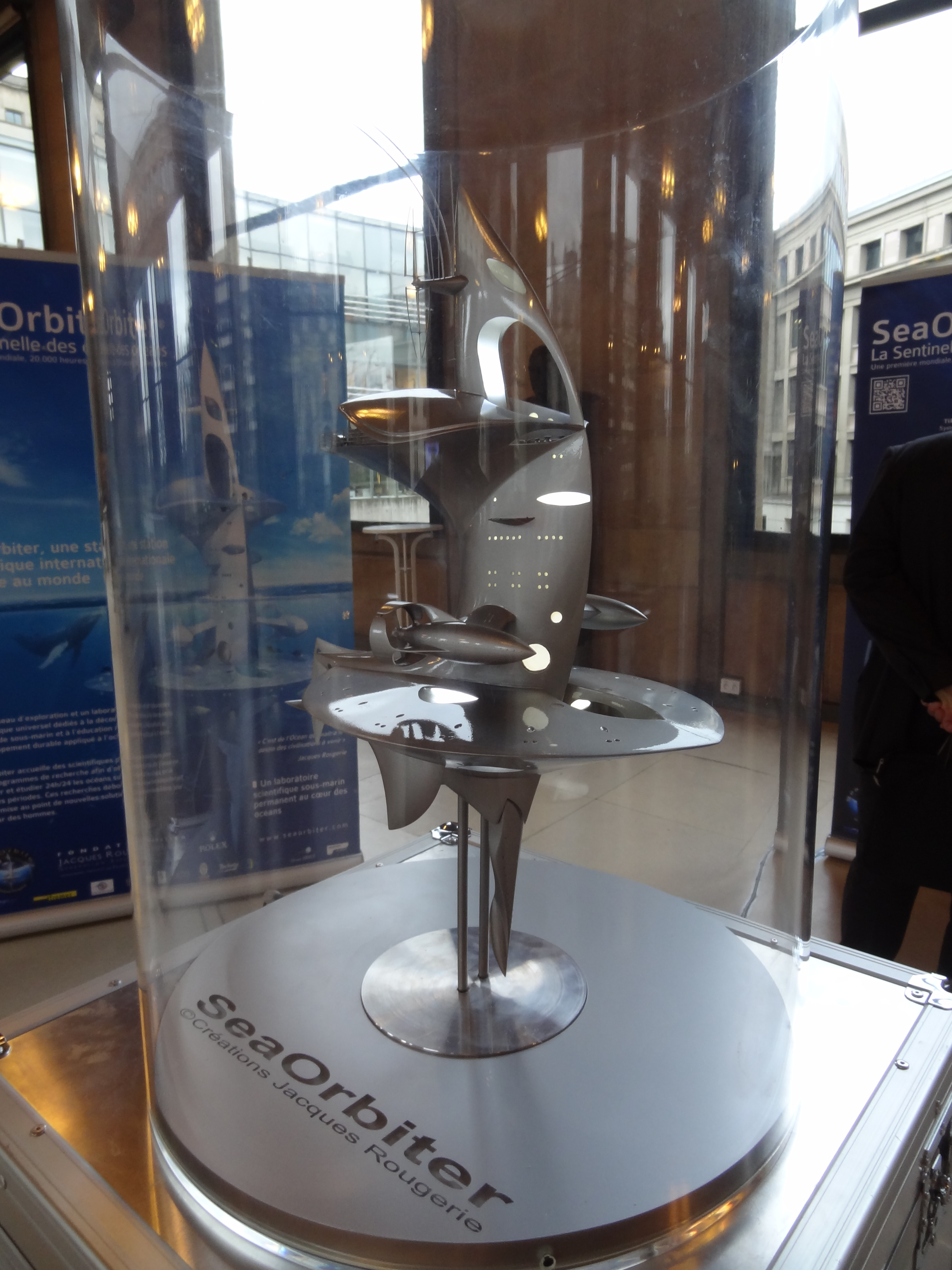
Modell des Sea Orbiter

Der Sea Orbiter ist eine geplante französische Seeforschungsstation.
Initiator ist der französische „Unterwasserarchitekt“ Jacques Rougerie. Die Gesamthöhe des Sea Orbiters soll ca. 51 Meter betragen, wovon sich 30 Meter unter Wasser befinden. Die Station soll senkrecht treiben und u. a. den Atlantik erkunden. Ursprünglich sollte die Station 2010 in Betrieb gehen, gegenwärtig ist das Projekt aber noch in der Planungsphase. Ein neuer möglicher Zeitpunkt für einen Stapellauf wurde bisher nicht genannt, nachdem im Mai 2015 gerade einmal ein einziges Bauteil, das "Eye of the SeaOrbiter" fertiggestellt wurde.
Entwicklungsgrund für den Sea Orbiter ist die Tatsache, dass weite Teile der Ozeane noch nicht erforscht sind. Wissenschaftler vermuten, dass sich in den Meeren zahlreiche noch unbekannte Lebewesen befinden. Lange Tauchgänge sind jedoch aufgrund des begrenzten Sauerstoffvorrats nicht möglich. Auch Forschungs-U-Boote stoßen bei wissenschaftlichen Fahrten an ihre Grenzen, da sie oftmals zu klein sind. Zudem vertreiben Motorengeräusche die Tiere.
Der Sea Orbiter soll hingegen still mit der Strömung treiben, jedoch sollen zwei Elektromotoren mit Geschwindigkeiten bis zu vier Knoten kleinere Kurskorrekturen ermöglichen. In dem Dokumentarfilm „Terra X - Universum der Ozeane“ mit Frank Schätzing wird der Sea Orbiter mit einem riesigen Seepferd verglichen. Von der Gesamthöhe der Forschungsstation sollen ca. ein Drittel über Wasser zu sehen sein. 30 Meter werden sich unter der Wasseroberfläche befinden und mit Sichtfenstern ausgestattet sein. Der Orbiter besteht aus fast 10 Decks, auf denen sich 18 Personen aufhalten sollen. In Teilen der Station wird der Luftdruck dem Unterwasserdruck angepasst. Der Hochdruckbereich soll acht der 18 Gesamtmitglieder der Besatzung Platz bieten. Auch Astronauten sollen dann zu den Wissenschaftlern an Bord gehören, da der Sea Orbiter als Trainingsstation für Weltraumbesucher dienen kann.
Bereits in den 1970er Jahren entwarf Architekt Jacques Rougerie Siedlungen auf dem Meeresgrund oder futuristisch anmutende U-Boote. Die Kosten für den Sea Orbiter belaufen sich nach Schätzungen auf 40 Millionen Euro.
Ende 2013 wurde eine Crowdfundingkampagne zur Finanzierung des 'L’Oeil de SeaOrbiter' (Das Auge des SeaOrbiters) gestartet, die nach einer Laufzeit von 90 Tagen 344.650 € einspielte. Am 27. Januar 2014 war das Ziel von 325.000 € erreicht gewesen. Das Auge des SeaOrbiters bezeichnet das oberste Modul, das zur Kommunikation und Steuerung gedacht ist.